# Ernst Trygger
Ernst Trygger est un homme politique suédois né le 27 octobre 1857 à Skeppsholmen et mort le 23 septembre 1943 à Stockholm.

## Biographie
Membre du Parti national, il est membre de la chambre haute du Riksdag de 1898 à 1937.
Il préside la délégation suédoise aux fêtes du millénaire normand en juin 1911 à Rouen.
Il est brièvement ministre d'État entre la démission de Hjalmar Branting en avril 1923 et les élections législatives d'octobre 1924 qui ramènent Branting au pouvoir. Quelques années plus tard, il devient ministre des Affaires étrangères dans le second gouvernement du conservateur Arvid Lindman (1928-1930).